# Caroline Fournier
Caroline Fournier (sinh ngày 7 tháng 5 năm 1975) là một vận động viên người Mauritius đã nghỉ hưu, từng thi đấu ở môn dĩa và búa ném. Cô đại diện cho đất nước của mình tại Thế vận hội Mùa hè 2000 ở Sydney mà không lọt vào trận chung kết. Cô là nhà vô địch châu Phi hai lần trong môn ném búa và cũng là một huy chương vàng tại Đại hội Thể thao toàn châu Phi 1999. Fournier cũng từng hai lần về nhì trong vũ trường tại Giải vô địch châu Phi và một lần về nhì.
Cô có thành tích tốt nhất cá nhân là 51,54 mét trong cá dĩa và 62,06 mét trong búa, cả hai đều được thiết lập vào năm 1996. Cả hai kết quả cũng đang đứng trong kỉ lục của Mauritius.

## Kỷ lục cuộc thi
| Năm                    | Giải đấu                   | Địa điểm                   | Thứ hạng               | Nội dung               | Chú thích              |
| Representing Mauritius | Representing Mauritius     | Representing Mauritius     | Representing Mauritius | Representing Mauritius | Representing Mauritius |
| ---------------------- | -------------------------- | -------------------------- | ---------------------- | ---------------------- | ---------------------- |
| 1994                   | Jeux de la Francophonie    | Bondoufle, France          | 14th                   | Discus throw           | 40.42 m                |
| 1994                   | World Junior Championships | Lisbon, Portugal           | 13th (q)               | Discus throw           | 47.16 m                |
| 1995                   | World Championships        | Gothenburg, Sweden         | 30th (q)               | Discus throw           | 45.18 m                |
| 1995                   | All-Africa Games           | Harare, Zimbabwe           | 3rd                    | Discus throw           | 45.12 m                |
| 1996                   | African Championships      | Yaoundé, Cameroon          | 2nd                    | Discus throw           | 48.80 m                |
| 1997                   | Universiade                | Catania, Italy             | 7th                    | Hammer throw           | 59.84 m                |
| 1998                   | African Championships      | Dakar, Senegal             | 2nd                    | Discus throw           | 50.28 m                |
| 1998                   | African Championships      | Dakar, Senegal             | 1st                    | Hammer throw           | 54.29 m                |
| 1998                   | Commonwealth Games         | Manchester, United Kingdom | 10th                   | Discus throw           | 45.13 m                |
| 1998                   | Commonwealth Games         | Manchester, United Kingdom | 8th                    | Hammer throw           | 59.02 m                |
| 1999                   | All-Africa Games           | Johannesburg, South Africa | 1st                    | Hammer throw           | 58.83 m                |
| 2000                   | African Championships      | Algiers, Algeria           | 1st                    | Hammer throw           | 59.60 m                |
| 2000                   | Olympic Games              | Sydney, Australia          | 25th (q)               | Hammer throw           | 56.18 m                |
| 2001                   | Jeux de la Francophonie    | Ottawa, Canada             | 7th                    | Hammer throw           | 54.09 m                |
| 2002                   | Commonwealth Games         | Manchester, United Kingdom | 10th                   | Hammer throw           | 56.65 m                |
| 2002                   | African Championships      | Radès, Tunisia             | 2nd                    | Hammer throw           | 58.39 m                |